# Egon Stahl
Egon Peter Gustav Stahl (* 18. Oktober 1924 in Eberbach; † 5. September 1986 ebenda) war ein deutscher Pharmazeut, der als Nestor der Dünnschichtchromatographie in Deutschland gilt. Er prägte ebenfalls den Begriff „Dünnschichtchromatographie“.

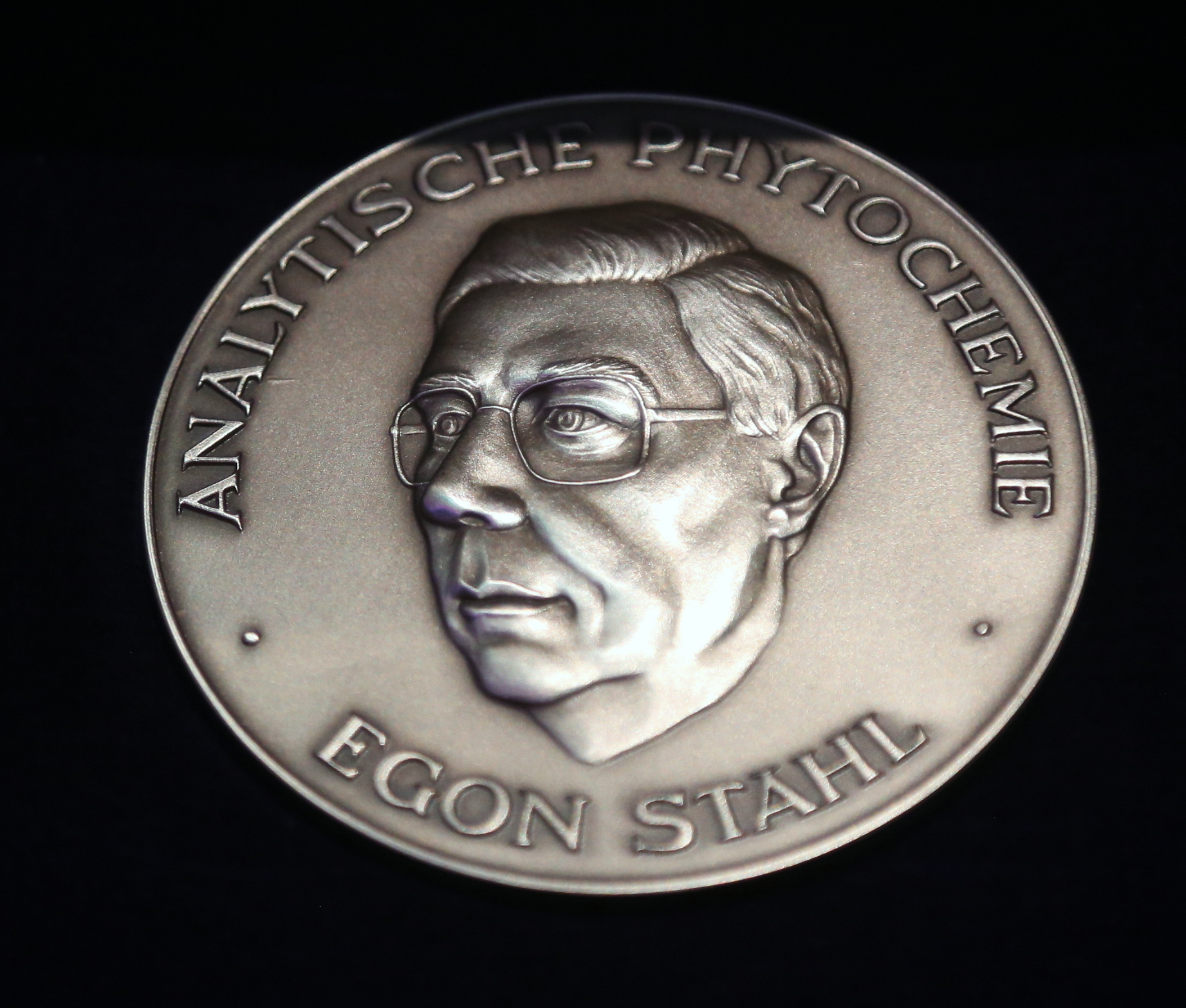
Egon Stahl Preis

## Leben
Egon Stahl besuchte die Volks- und Oberschule in Eberbach und ab 1937 die Oberrealschule in Karlsruhe. Im Februar 1943 absolvierte er das Abitur. Er wurde unmittelbar danach zur Wehrmacht eingezogen, an Ost- und Westfront mehrmals schwer verwundet und geriet kurz in französische Kriegsgefangenschaft, aus der er noch 1945 entlassen wurde. Egon Stahl begann mit dem Studium der Pharmazie an der Universität Karlsruhe im Jahr 1947. 1950 legte er das Staatsexamen ab und erhielt die Bestallung als Apotheker. Ebenfalls im Jahr 1950 heiratete er die Apothekenassistentin Liselotte Hemberger.
Im August 1952 wurde er zum Dr. rer. nat. promoviert. Die Arbeit mit dem Titel Untersuchungen über die Drüsenhaare, das Azulen und das ätherische Öl der Schafgarbe (Achillea millefolium L.) hatte er bei Ulrich Weber am Botanischen Institut der Universität Karlsruhe angefertigt.
Ab 1954 war er wissenschaftlicher Assistent in Karlsruhe, nachdem er vorher schon seit 1950 eine Assistentenstelle verwaltet hatte. Im Jahr 1954 verbrachte er einige Monate im elektronenmikroskopischen Laboratorium der ETH Zürich bei Albert Frey-Wyssling. Nachdem sein Mentor Ulrich Weber in Karlsruhe verstorben war, wechselte er an die Johannes Gutenberg-Universität Mainz und habilitierte sich im Jahr 1957 am dortigen Pharmazeutischen Institut bei Hans Rochelmeyer mit einer Schrift Über die Vorstufen des Chamazulens, ihre Bildung in den Schafgarbendrüsen und deren Bedeutung. Sein Habilitationsvortrag betraf sein zukünftiges Forschungsfeld: Dünnschicht-Chromatographie und ihre Anwendung.
1958 wechselte er an das Botanische Institut der Universität des Saarlandes in Saarbrücken, wo er sich für die Fächer Pharmakognosie und Botanik umhabilitierte. 1959 wurde er zum Dozenten ernannt, 1961 zum Extraordinarius und 1965 schließlich zum Ordinarius und Direktor des Instituts für Pharmakognosie und Analytische Phytochemie. An der Universität des Saarlandes wirkte er bis zu seiner Emeritierung am 1. Oktober 1985. Von 1967 bis 1972 leitete er dort das Akademische Auslandsamt und den Ausschuss für akademische Auslandsfragen. Nach seiner Emeritierung kehrte er in seinen Geburtsort Eberbach zurück.
Anlässlich seines 60. Geburtstages 1984 stiftete er den Egon-Stahl-Preis, den heute die Gesellschaft für Arzneipflanzen- und Naturstoff-Forschung e.V. an Nachwuchswissenschaftler aus diesem Forschungsgebiet vergibt. Den Egon-Stahl-Preis in Gold erhalten Wissenschaftler für ihr Lebenswerk in der Pharmakognosie.

## Forschungsgebiete
Sein wissenschaftliches Werk umfasst rund 200 Publikationen. Er widmete sich vor allem der Erforschung von Vorgängen, die zur Bildung von ätherischen Ölen führen. Er entwickelte Verfahren, um Platten für die Dünnschichtchromatographie reproduzierbar beschichten zu können. Mit der Thermofraktographie schuf er ein Verfahren, mit dem die temperaturabhängige Verdampfung bzw. Zersetzung von Substanzen verfolgt werden konnte, indem die Stoffe in einem Öfchen verheizt und die Produkte auf eine geregelt vorbeigleitende Dünnschichtplatte aufgedampft wurden. Weiterhin forschte er über die Hochdruckextraktion von Naturstoffen.
Der Pharmazeut Siegfried Ebel schrieb in seinem Nachruf auf Stahl: Thin-layer chromatography and his name are nearly synonymus but his work on microthermal migration and supercritical fluid extraction of drugs are also of fundamental importance.

## Bücher (Auswahl)
- (Hrsg.): Thin layer chromatography : a laboratory handbook (Übersetzt von M. R. F. Ashworth), 2. revidierte und erweiterte Ausgabe. Berlin etc. : Springer 1990, XXIV und 1041 Seiten ISBN 3-540-04736-0.
- (mit Karl-Werner Quirin, und Dieter Gerard): Verdichtete Gase zur Extraktion und Raffination, Berlin etc. : Springer 1987, ISBN 3-540-16937-7.
- (mit Werner Schild): Isolierung und Charakterisierung von Naturstoffen, Stuttgart; New York: Fischer, 1986. ISBN 3-437-30511-5.
- (Hrsg.): Dünnschicht-Chromatographie : Ein Laboratoriumshandbuch, 2. gänzlich neubearbeitete und stark erweiterte Auflage, Berlin: Springer 1967

## Auszeichnungen (Auswahl)
- Fresenius-Preis (1966)
- Carl-Mannich-Medaille der Deutschen Pharmazeutischen Gesellschaft
- Robert Boyle Prize for Analytical Science der Royal Society of Chemistry (1988 postum)
- Großes Verdienstkreuz des Verdienstordens der Bundesrepublik Deutschland (1986)
- Zwei Ehrendoktortitel